# Matching Mole
Matching Mole fue una banda inglesa de rock progresivo de la escena de Canterbury, famosa por su canción single "O Caroline". 

## Carrera
Robert Wyatt fundó la banda en octubre de 1971 después de dejar Soft Machine y grabar un álbum en solitario llamado The End of an Ear. En Matching Mole, continuó con su labor en la batería y como vocalista, y contrató al organista y pianista de Caravan David Sinclair, al guitarrista Phil Miller y al bajista Bill MacCormick de Quiet Sun. El nombre de la banda proviene de la pronunciación francesa de Soft Machine, que en este idioma se transcribe como Machine Mole. La pronunciación en inglés de este nombre produjo la denominación de la banda.
Su primer álbum, homónimo, fue editado en abril de 1972, compuesto enteramente por Wyatt con la excepción de "Part of the Dance", de Phil Miller, y "O Caroline", en cuya composición colaboró Sinclair. Esta canción, quizá el mayor éxito del grupo, está basada en la ruptura de Wyatt con su antigua novia, Caroline Coon. El segundo álbum de la formación fue producido por Robert Fripp y se tituló Matching Mole's Little Red Record. Para su grabación el organista David Sinclair se retiró de la banda, cansado del rumbo experimental que tomaba la agrupación, siendo sustituido por el neozelandés Dave MacRae. En la composición de este álbum colaboraron todos los miembros de la banda.
En septiembre de 1972, Matching Mole se separó justo después de terminar la gira europea con Soft Machine. Phil Miller formó con David Sinclair el grupo Hatfield and the North. Por su parte, Wyatt, MacCormick, Francis Monkman (ex Curved Air) y el saxofonista Gary Windo hicieron planes para grabar un tercer álbum de Matching Mole, pero el proyecto se canceló cuando Wyatt se quedó paralítico de cintura hacia abajo después de caer de una ventana, lo que le impidió seguir tocando la batería.

## Discografía

### Álbumes de estudio
| Grabación | Título            |
| --------- | ----------------- |
| 1972      | Matching Mole     |
| 1972      | Little Red Record |

### Álbumes en directo
| Lanzamiento | Título        |
| ----------- | ------------- |
| 2001        | Smoke Signals |
| 2002        | March         |

### EP
| Año  | Título                      |
| ---- | --------------------------- |
| 1994 | BBC Radio 1 Live in Concert |

### Álbumes recopilatorios
| Grabación | Título       | Edición | Material inédito                                                            |
| --------- | ------------ | ------- | --------------------------------------------------------------------------- |
| 1971-72   | On the Radio | 2007    | Sólo las pistas 2 y 5, con la primera formación de Dave Sinclair en órgano. |